# Ropičanka
Ropičanka (nebo též Řeka) je potok v Moravskoslezském kraji, levostranný přítok řeky Olše, který odvodňuje menší oblast v severním podhůří Moravskoslezských Beskyd v okrese Frýdek-Místek. Délka toku činí 16,4 km. Plocha povodí měří 36,3 km².

## Průběh toku
Ropičanka pramení v Moravskoslezských Beskydech v nadmořské výšce kolem 850 m na severních svazích hory Ropice; odtud pak směřuje zhruba k severu až severovýchodu. Ve své horní části tok, který zde nese jméno Řeka, protéká obcemi Řeka a Smilovice, poté z východu míjí obec Střítež. Před Stříteží je Ropičanka propojena s Černým potokem, který patří k západněji položenému povodí Stonávky. Od Stříteže směřuje Ropičanka k severovýchodu, přijímá zleva potok Vělopolku, nejvýznamnější ze svých drobných přítoků, protéká obcí Ropice a na jižním okraji Českého Těšína v nadmořské výšce zhruba 270 m ústí zleva do řeky Olše, která její vody unáší dál do Odry.

### Větší přítoky
- levé – Vělopolka

## Vodní režim
Průměrný průtok u ústí činí 0,62 m³/s. Menší část průtoku Ropičanky je převáděna do povodí Stonávky k nalepšení průtoku vodní nádrže Těrlicko. V roce 2008 tento převod činil 0,041 m³/s.